# Forcepsioneura itataiae
Forcepsioneura itataiae is een libellensoort uit de familie van de Protoneuridae, onderorde juffers (Zygoptera).
De wetenschappelijke naam van de soort is voor het eerst geldig gepubliceerd in 1970 door Santos.